# Queaux
Queaux és un municipi francès situat al departament de la Viena i a la regió de la Nova Aquitània. L'any 2007 tenia 599 habitants.

## Demografia

### Població
El 2007 la població de fet de Queaux era de 599 persones. Hi havia 272 famílies de les quals 84 eren unipersonals (52 homes vivint sols i 32 dones vivint soles), 120 parelles sense fills, 60 parelles amb fills i 8 famílies monoparentals amb fills.
La població ha evolucionat segons el següent gràfic:
Habitants censats

### Habitatges
El 2007 hi havia 459 habitatges, 278 eren l'habitatge principal de la família, 127 eren segones residències i 54 estaven desocupats. 450 eren cases i 2 eren apartaments. Dels 278 habitatges principals, 234 estaven ocupats pels seus propietaris, 34 estaven llogats i ocupats pels llogaters i 10 estaven cedits a títol gratuït; 2 tenien una cambra, 13 en tenien dues, 59 en tenien tres, 80 en tenien quatre i 124 en tenien cinc o més. 213 habitatges disposaven pel capbaix d'una plaça de pàrquing. A 117 habitatges hi havia un automòbil i a 125 n'hi havia dos o més.

### Piràmide de població
La piràmide de població per edats i sexe el 2009 era:
| Homes | Edats   | Dones |
| ----- | ------- | ----- |
| 0     | 95 o +  | 0     |
| 0     | 90 a 94 | 8     |
| 4     | 85 a 89 | 8     |
| 4     | 80 a 84 | 12    |
| 24    | 75 a 79 | 20    |
| 24    | 70 a 74 | 32    |
| 36    | 65 a 69 | 32    |
| 28    | 60 a 64 | 28    |
| 12    | 55 a 59 | 28    |
| 8     | 50 a 54 | 12    |
| 24    | 45 a 49 | 8     |
| 32    | 40 a 44 | 24    |
| 24    | 35 a 39 | 12    |
| 16    | 30 a 34 | 24    |
| 8     | 25 a 29 | 12    |
| 4     | 20 a 24 | 8     |
| 24    | 15 a 19 | 8     |
| 12    | 10 a 14 | 16    |
| 0     | 5 a 9   | 8     |
| 8     | 0 a 4   | 4     |

## Economia
El 2007 la població en edat de treballar era de 328 persones, 217 eren actives i 111 eren inactives. De les 217 persones actives 190 estaven ocupades (107 homes i 83 dones) i 27 estaven aturades (12 homes i 15 dones). De les 111 persones inactives 56 estaven jubilades, 18 estaven estudiant i 37 estaven classificades com a «altres inactius».

### Ingressos
El 2009 a Queaux hi havia 278 unitats fiscals que integraven 578,5 persones, la mediana anual d'ingressos fiscals per persona era de 14.912 €.

### Activitats econòmiques
Dels 22 establiments que hi havia el 2007, 1 era d'una empresa alimentària, 9 d'empreses de construcció, 3 d'empreses de comerç i reparació d'automòbils, 2 d'empreses d'hostatgeria i restauració, 1 d'una empresa d'informació i comunicació, 1 d'una empresa financera, 3 d'empreses de serveis i 2 d'empreses classificades com a «altres activitats de serveis».
Dels 13 establiments de servei als particulars que hi havia el 2009, 1 era una oficina bancària, 1 taller de reparació d'automòbils i de material agrícola, 1 paleta, 3 guixaires pintors, 1 fusteria, 1 lampisteria, 3 electricistes, 1 perruqueria i 1 restaurant.
Dels 2 establiments comercials que hi havia el 2009, 1 era una fleca i 1 una carnisseria.
L'any 2000 a Queaux hi havia 49 explotacions agrícoles que ocupaven un total de 2.664 hectàrees.

## Equipaments sanitaris i escolars
El 2009 hi havia una escola elemental integrada dins d'un grup escolar amb les comunes properes formant una escola dispersa.

## Poblacions més properes
El següent diagrama mostra les poblacions més properes.